# South Croydon
South Croydon är ett samhälle i Storbritannien.   Det ligger i grevskapet Greater London och riksdelen England, i den södra delen av landet, 16 km söder om huvudstaden London. South Croydon ligger 60 meter över havet och antalet invånare är 55 198.
Terrängen runt South Croydon är lite kuperad. Runt South Croydon är det mycket tätbefolkat, med 3 895 invånare per kvadratkilometer. Närmaste större samhälle är City of London, 16,7 km norr om South Croydon. Runt South Croydon är det i huvudsak tätbebyggt.